# Model-View-Controller
Model-View-Controller (fork. MVC) er et design mønster anvendt i programmering til at adskille Modellen (database eller anden data-kilde), Controlleren (logikken) og Viewet (de visuelle elementer) på en måde, så de enkelte dele bliver mere overskuelige og gør det nemmere at vedligeholde kildekoden.
| Programmering | Spire Denne artikel om datalogi eller et datalogi-relateret emne er en spire som bør udbygges. Du er velkommen til at hjælpe Wikipedia ved at udvide den. |